# National Football League (Sudafrica)
La National Football League (NFL) fu la prima lega professionistica di calcio in Sudafrica, fondata nel 1959.
In un primo momento la NFL ricevette una dura opposizione dalla SAFA, l'organo di governo amatoriale che controllava i principali campi di calcio della contea. All'epoca la SAFA era membro della FIFA.
Inizialmente, solo due aree del Sudafrica erano rappresentate: il Transvaal e la Colonia del Natal, ma gradualmente la lega si estese. Le squadre che si unirono alla lega nel 1959 erano: 9 squadre del Transvaal - Rangers, Germiston Callies, Arcadia Shepherds, Benoni United, Randfontein, Pretoria City, Brakpan United, Johannesburg City e Southern Park - e 3 squadre della provincia del Natal - Durban City, Durban United e Maritzburg Celtic -. Il 4 luglio 1959 la League partì con un girone di sola andata.
Nel 1962 venne introdotto un play-off di promozione per i Campioni delle varie leghe di Stato e la lega si diffuse a Città del Capo, un anno dopo a Bloemfontein e nel 1964 a Port Elizabeth. Nel 1969, visto l'aumento delle squadre, fu creata la NFL Division II, rinominando quindi la serie maggiore NFL Division I. La lega operò durante l'era dell'apartheid, quindi solo i giocatori bianchi potevano partecipare, tuttavia alcune squadre della NFL si recarono nei paesi vicini per giocare amichevoli. 
Nel 1976 Vincent Julius su il primo giocatore di colore a giocare nella NFL, rappresentò gli Arcadia Shepherds contro l'Highlands Park. L'Highlands Park protestò per la presenza di Julius, ma la NFL gli permise di giocare, convinta dagli Arcadia Shepherds che la storia sarebbe stata raccontata in tutto il mondo e avrebbe gettato il partito al governo in cattiva luce.
Dopo 18 anni di attività, nel 1977, la NFL fu sostituita da una lega non razziale, andandosi a fondere con la NPSL (per i neri), e diventando quindi la nuova NPSL comune.

## Albo d'oro
| Stagione | Vincitore           | 2º classificato     | 3º classificato   |
| -------- | ------------------- | ------------------- | ----------------- |
| 1959     | Durban City         | Joburg Rangers      | Durban Utd        |
| 1960     | Highlands Park      | Durban City         | Germiston Callies |
| 1961     | Durban City         | Highlands Park      | Germiston Callies |
| 1962     | Highlands Park      | Southern Suburbs    | Durban City       |
| 1963     | Addington           | Highlands Park      | Durban City       |
| 1964     | Highlands Park      | Durban City         | Durban Utd        |
| 1965     | Highlands Park      | Cape Town City      | Durban City       |
| 1966     | Highlands Park      | Port Elizabeth City | Durban Utd        |
| 1967     | Port Elizabeth City | Highlands Park      | Cape Town City    |
| 1968     | Highlands Park      | Durban Utd          | Powerlines        |
| 1969     | Durban Spurs        | Powerlines          | Highlands Park    |
| 1970     | Durban City         | Cape Town City      | Maritzburg        |
| 1971     | Hellenic            | Cape Town City      | Durban City       |
| 1972     | Durban City         | Hellenic            | Berea Park        |
| 1973     | Cape Town City      | Highlands Park      | Hellenic          |
| 1974     | Arcadia Shepherds   | Cape Town City      | Maritzburg        |
| 1975     | Highlands Park      | Hellenic            | Maritzburg        |
| 1976     | Cape Town City      | Highlands Park      | Wits University   |
| 1977     | Highlands Park      | Lusitano Club       | Durban Utd        |

## Vittorie per squadra
| Squadra             | Vittorie | Stagione                                       |
| ------------------- | -------- | ---------------------------------------------- |
| Highlands Park      | 8        | 1960, 1962, 1964, 1965, 1966, 1968, 1975, 1977 |
| Durban City         | 4        | 1959, 1961, 1970, 1972                         |
| Durban Spurs        | 2        | 1963, 1969                                     |
| Cape Town City      | 2        | 1973, 1976                                     |
| Port Elizabeth City | 1        | 1967                                           |
| Hellenic            | 1        | 1971                                           |
| Arcadia Shepherds   | 1        | 1974                                           |

## Classifica marcatori della NFL
| Nome           | Reti | Anni      | Reti per club                                           |
| -------------- | ---- | --------- | ------------------------------------------------------- |
| Les Salton     | 253  | 1959-1966 | - 109 (Durban City) - 144 (Durban Utd)                  |
| Bobby Chalmers | 205  | 1962-1974 | - 106 (Durban City) - 50 (Durban Utd) - 49 (Maritzburg) |
| Freddie Kalk   | 196  | 1960-1973 | - 64 (Southern Suburbs) - 132 (Highlands Park)          |